# Ray Thornton
Pour les articles homonymes, voir Thornton.
Raymond Hoyt Thornton Jr. dit Ray Thornton, né le 16 juillet 1928 à Conway (Arkansas) et mort le 13 avril 2016 à Little Rock dans le même Etat, est un homme politique américain membre du Parti démocrate. Il représente l'Arkansas à la Chambre des représentants des États-Unis à deux reprises, dans les années 1970 et 1990.

## Biographie

### Jeunesse et débuts professionnels
Ray Thornton est fils de Raymond Thornton Sr., superintendant ds écoles du comté de Grant, et Wilma Stephens Thornton, enseignante. Après avoir fréquenté les écoles de Leola et Sheridan, il s'inscrit à l'université de l'Arkansas,. Titulaire d'une bourse, il change d'université et rejoint Yale dont il sort diplômé d'un baccalauréat universitaire ès lettres en 1950.
Après Yale, il étudie le droit à l'université du Texas. Il arrête toutefois ses études pour s'engager dans la United States Navy au sein de laquelle il sert de 1951 à 1954, durant la guerre de Corée,. Il reprend ensuite le chemin de l'université, intégrant l'université de l'Arkansas où il obtient son juris doctor en 1956. La même année, il épouse Betty Jo Mann avec qui il aura trois filles.
Avant de sa lancer en politique, Thornton est notamment adjoint au procureur des comtés de Perry et de Pulaski entre 1956 et 1957,.

### Carrière politique
En 1969, Thornton est désigné délégué pour la convention constitutionnelle de l'Arkansas. L'année suivante, en 1970, il est élu procureur général de l'Arkansas.
Deux ans plus tard, il est élu à la Chambre des représentants des États-Unis dans le 4e district, qui couvre le sud de l'État. Dans cette circonscription acquise aux démocrates, ses trois élections (1972, 1974 et 1976) se font sans opposant républicain. Il est considéré comme un démocrate du Sud centriste. Membre de la commission judiciaire de la Chambre, il est l'un des principaux acteurs de la tentative de destitution de Richard Nixon après le scandale du Watergate, participant à la rédaction et votant en commission les trois articles d'impeachment contre le président. Nixon démissionne finalement avant un vote de la Chambre.
En 1978, il quitte la Chambre des représentants pour se présenter au Sénat. Avec 32 % des suffrages, il finit en troisième position de la primaire démocrate, derrière le gouverneur David Pryor (34 %) et son collègue député Jim Guy Tucker. Après le Congrès, il se reconvertit dans le milieu universitaire en devenant président du consortium réunissant l'université baptiste Ouachita (en) et l'université d'État Henderson en 1979, puis de l'université d'État de l'Arkansas à Jonesboro à partir de 1980 puis de l'université de l'Arkansas de 1984 à 1990,.
En 1990, Thornton se représente à la Chambre des représentants. Il est alors élu dans le 2e district de l'Arkansas, dans le centre de l'État. Il est réélu en 1992 et 1994. En 1992, avec d'autres élus, il attaque en justice un amendement approuvé par les électeurs limitant le cumul de mandats dans le temps, y compris pour les membres du Congrès. La Cour suprême des États-Unis lui donne raison en 1995 dans l'arrêt U.S. Term Limits, Inc. v. Thornton (en).
En 1996, il est élu à la Cour suprême de l'Arkansas, où il siège de 1997 à 2005. Il est par la suite le premier président de la commission de la loterie de l'Arkansas, poste qu'il quitte en 2010. Ray Thornton meurt en 2016.